# Get Yourself High
Get Yourself High è un singolo del duo di musica elettronica britannico The Chemical Brothers, pubblicato nel 2003 ed estratto dalla raccolta Singles 93-03. Il brano vede la collaborazione del rapper canadese k-os.

## Tracce
- CD (Europa)

1. Get Yourself High (Album Version)
2. Electronic Battle Weapon 6
3. Get Yourself High (Felix Da Housecat's Chemical Meltdown Mix)
4. Get Yourself High (Switches Rely On Dub)
5. Get Yourself High (Video)

## Video
Il videoclip della canzone è stato diretto dal regista Joseph Kahn.